# 92-га гвардійська стрілецька дивізія (СРСР)

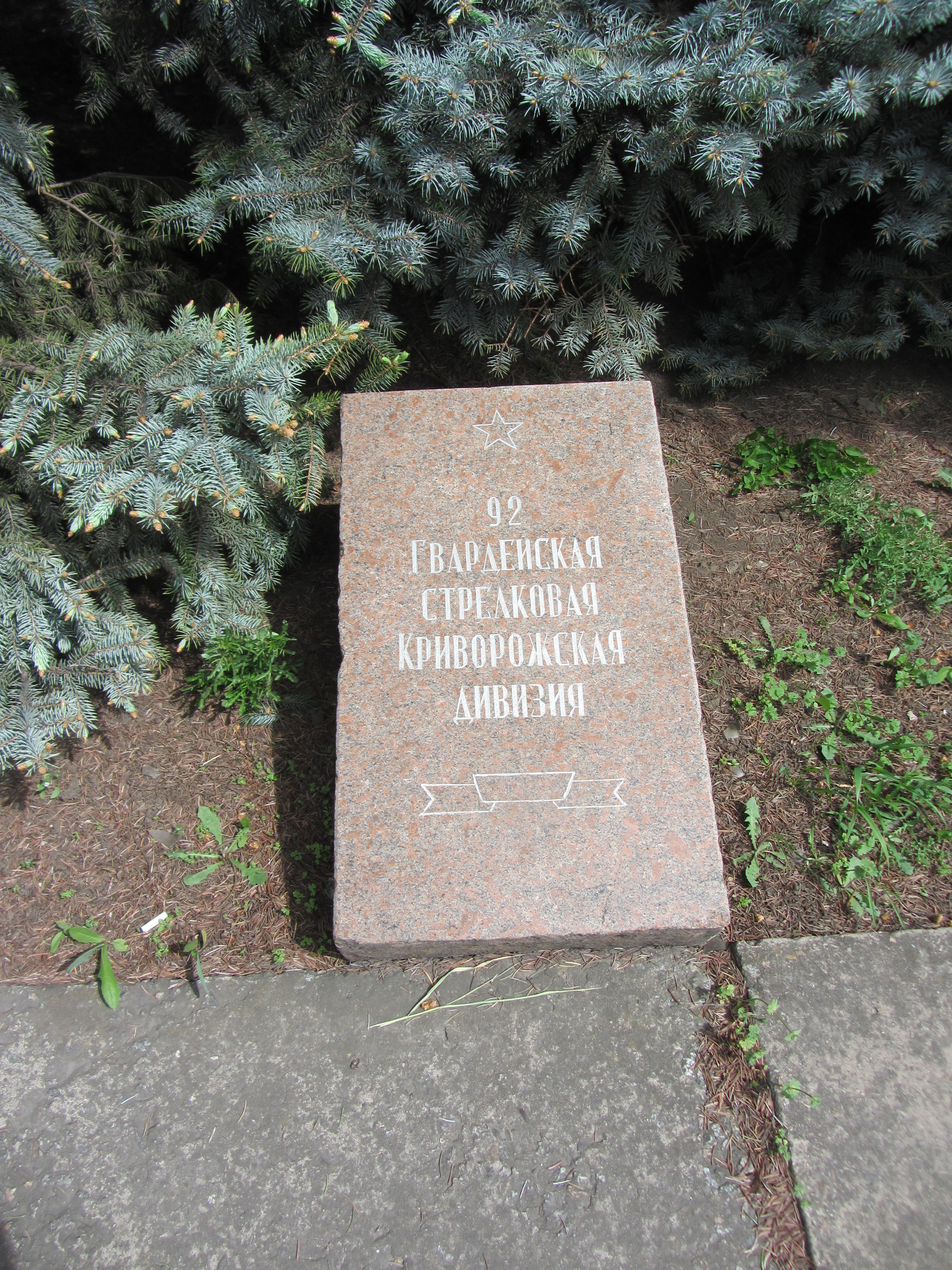
Пам'ятна плита в Кривому Розі

92-га гвардійська стрілецька Червоного прапора Криворізька дивізія — піхотне військове з'єднання у складі Червоної армії.
Дивізія брала участь в Другій світовій війні, у складі діючої армії перебувала в періоди: 23.04—29.07.1943, та 07.09.1943—09.05.1945.
Після війни дивізія була переформована на 34-ту гвардійську механізовану дивізію.

## Історія
Сформована у квітні 1943 року з бійців 149-ї і 12-ї гвардійської (польова пошта № 45301) стрілецьких бригад, які брали участь в Сталінградській битві. Також дивізія поповнювалася випускниками військово-піхотних і артилерійських училищ РСЧА.

### Бойовий шлях
Після формування, дивізія у складі 35 гв. ск Степового фронту перебувала в резерві Ставки ВГК в районі Сталінграда.
Влітку 1943 року бійці й командири дивізії брали участь у Курській битві та в боях під Бєлгородом.
Від початку бою 5 липня 1943 року частини дивізії були передані в оперативне підпорядкування 7-ї гвардійської армії генерал-лейтенанта Шумилова М. С.. У ході оборонного етапу битви під Бєлгородом дивізія вела важкі бої на Корочанського напрямку і біля села Ржавець.
8 липня 1943 року полки дивізії вступили в бій з великою кількістю танків і мотопіхоти 3-го танкового корпусу вермахту в районі населеного пункту Меліхове. До 10 липня дивізія була змушена відійти на рубіж Ржавець — Шахове, де була підпорядкована командувачу 69-ї армії і всіма засобами відбивала удари переважаючих сил 6-й і 7-й танкових дивізій вермахту.
Перебуваючи на одному з головних напрямків удару супротивника, в ході важких боїв дивізія зазнала значних втрат, втративши лише зниклими безвісти до 2 500 осіб, дивізійна і протитанкова артилерія, засоби зв'язку були практично знищені.
На кінець дня 9 липня було в строю 8438 осіб, а на ранок 15 липня — 2182 людини, в тому числі 1552 рядового складу. За п'ять днів боїв вийшло з ладу з різних причин 6256 осіб.
13 липня 1943 року полковник Турін наказом командувача армії був відсторонений від посади з формулюванням:

| …за неумелое руководство дивизией в процессе боя с 10 по 12.07.1943 г., допустившего потерю материальной части, два раза — бегство дивизии с поля боя |
| |

Відомий російський історик і дослідник Курської битви В. Н. Замулін, коментуючи втрати 92 гв.сд. відзначав, що полковник В. Ф. Трунін не мав достатнього досвіду командування стрілецькою дивізією. Протягом року до призначення командиром 92 гв. сд він змінив три посади — командував трьома мотострілецькими бригадами, до 25 квітня 1942 року до командно-стройової роботи відношення не мав, був інструктором політвідділу, головою парткомісії, військовим комісаром штабу. Ніякої військової підготовки, за винятком військово-політичних курсів, не отримав. Війну Трунін закінчив заступником командира 354 сд, а потім був призначений комендантом табору військовополонених. В донесенні командування 92 гв. сд про втрати за період від 7 до 17 липня 1943 року, направленого до Генерального штабу РСЧА після Курської битви повідомлялося:

| За период боевых действий дивизия потеряла личного состава: убитыми — 924 человека, ранеными — 2212 человек, пропавшими без вести — 2499 человек, заболело — 5 человек, всего — 5640 человек.…Большое число потерь личного состава за счёт полков объясняется тем, что все 3 полка были в окружении на белгородском направлении, из окружения вышли с боями, в результате чего большое число пропавших без вести. |
| |

У 20-х числах липня 1943 року дивізія була виведена із зони бойових дій на переформування.
Від 07.09.1943 року дивізія брала участь в Полтавсько-Кременчуцької операції., безпосередньо у звільненні Лівобережної України в районі на схід від Кременчука.
В кінці вересня 1943 дивізія в складі 57-го стрілецького корпусу 37-ї армії зосереджена в районі Карпівки, із завданням форсувати Дніпро.
28 вересня частини дивізії роблять спробу з ходу форсувати Дніпро біля села Келеберда. На кінець дня правофланговий полк дивізії з боями захоплює Павлівку.

| …В 4 часа 28 сентября десант передового отряда 92-й гвардейской стрелковой дивизии, имея по 50 человек на каждом из трех понтонов Н2П, направился к северному берегу острова с отм. 60,8 (см. схему 6). Противник обнаружил движение понтонов и открыл по десанту артиллерийский и минометный огонь. В результате артиллерийского огня противника два понтона были потоплены, а последний был вынужден возвратиться к своему берегу. Дальнейшие попытки форсировать Днепр на этом участке успеха не имели. Сильный артиллерийский, минометный и пулеметный огонь противника не позволял спускать на воду другие переправочные средства. Артиллерия 92-й гвардейской стрелковой дивизии пыталась подавить огневые средства противника, но безуспешно. Внезапность форсирования была потеряна, войска несли неоправдываемые потери, и все их попытки переправиться терпели неудачу. Поэтому командующий армией приказал командиру 92-й гвардейской стрелковой дивизии временно прекратить форсирование. |
| — Форсирование Днепра передовыми отрядами 28 сентября |

У ніч на 29 вересня частини дивізії відновили форсування, 280 гв. сп захопив острів Молдаван, острів з відміткою 60,8. На кінець дня вдалося опанувати рубежем: колгосп «Перше Травня», радгосп «Партизан», Деріївка.
1 жовтня основні сили дивізії, форсувавши Дніпро, вели кровопролитні бої на плацдармі в районі сіл Деріївка і Успенка.
Незабаром дивізія була нагороджена орденом Червоного Прапора. У 1943—1944 роках 92 гв. сд брала участь у звільнені міст Жовті Води, Кривий Ріг, Вознесенськ, Бендери, Кишинів.
Наказом Верховного Головнокомандувача від 22 лютого 1944 року, за відзнаку при штурмі Кривого Рогу, дивізія удостоєна почесного найменування «Криворізька».
Надалі вела бойові дії у Молдавії, Румунії. Війну закінчила в Болгарії. 48 військовослужбовців дивізії були удостоєні звання Герой Радянського Союзу.

### У післявоєнний період
У 1946 році дивізія передислокована в місто Миколаїв, ОдВО.
Дивізія згодом була переформована на 34-ту гвардійську механізовану дивізію.

## Підпорядкування
| Дата       | Фронт (округ)                                     | Армія                              | корпус           | Примітки |
| ---------- | ------------------------------------------------- | ---------------------------------- | ---------------- | -------- |
| 23.04.1943 | Степовий фронт                                    | В резерві СВГК                     | 35-й гв. ск      | -        |
| 05.07.1943 | Воронезький фронт Степовий фронт (від 18.07.1943) | 7-ма гвардійська армія 69-та армія | 35-й гв. ск      | -        |
| 07.09.1943 | Степовий фронт                                    | 37-ма армія                        | 57-й ск, 82-й ск | -        |
| 20.10.1943 | 2-й Український фронт                             | 37-ма армія                        |                  | -        |
| 15.01.1944 | 3-й Український фронт                             | 37-ма армія                        |                  | -        |
| 1946       | Одеський військовий округ                         |                                    |                  | -        |

## Склад дивізії
- Управління дивізії;
- 276-й гвардійський стрілецький полк;
- 280-й гвардійський стрілецький полк;
- 282-й гвардійський стрілецький полк;
- 197-й гвардійський артилерійський полк;
- 99-й гвардійський окремий винищувально-протитанковий дивізіон;
- 96-та гвардійська розвідувальна рота;
- 106-й гвардійський саперний батальйон;
- 175-й гвардійський окремий батальйон зв'язку (139-а гвардійська окрема рота зв'язку);
- 597-й (101-й) медико-санітарний батальйон;
- 97-ма гвардійська окрема рота хімзахисту;
- 748-ма (100-та) автотранспортна рота;
- 672-га (94-та) польова хлібопекарня;
- 701-й (93-й) дивізійний ветеринарний лазарет;
- 2216-та польова поштова станція;
- 609-та польова каса Держбанку[10]

До літа 1943 року в 92 гв.сд при 9574 офіцерів та солдатів було на озброєнні 5312 гвинтівок і 1852 пістолета-кулемета.

## Командири дивізії
- (23.04.1943 — 13.07.1943) полковник Трунін Василь Федорович
- (08.1943 — 09.04.1944) полковник  Петрушин Андрій Микитович
- (19.04.1944 — 09.05.1945) генерал-майор Матвєєв Митрофан Ілліч

## Пам'ять
- Музей військової історії (раніше, музей Бойової слави), середньої школи № 92, Центру освіти «Сигма» місто Барнаул [11] .

## Герої СРСР
- Аникін, Микола Олександрович, капітан, ком. дивізіону 197 гвардійського арт. полку
- Батеха, Василь Афанасійович, лейтенант, ком. роти протитанкових гвинтівок 282 гвардійського стр. полку
- Беленко, Василь Данилович, мол. сержант, заст. командира кулеметного відділення 282 гвардійського стр. полку
- Бєляев, Володимир Максимович, ст. сержант, ком. мінометного взводу 282 гвардійського стр. полку
- Бєляев, Лаврентій Семенович, мол. лейтенант, ком. взводу 280 гвардійського стр. полку
- Бердін, Галей Іркабаєвич, капітан, заст. командира батальйону з політичної частини 280 гвардійського стр. полку
- Глазунов, Григорий Іванович, ст. сержант, начальник радіостанції 139 гвардійської окремої роти зв'язку
- Горобець, Олексій Федорович, мол. сержант, ст. радист 139 гвардійської окремої роти зв'язку
- Дишинський, Володимир Олександрович, мол. лейтенант, ком. взводу розвідки 96 гвардійської окремої розвідувальної роти
- Євлашов, Іван Петрович, сержант, помічник командира взводу 276 гвардійського стр. полку
- Єрмолаев, Микола Васильович, розвідник взводу пішої розвідки 280 гвардійського стр. полку
- Звєздін, Іван Анікейович, капітан, ком. батальйону 280 гвардійського стр. полку
- Ісайченко, Василь Нілович, лейтенант, ком. кулеметної роти 276 гвардійського стр. полку
- Ісаков, Іван Іванович, ст. сержант, ком. взводу управління артилерійської батареї 197 гвардійського арт. полку
- Кисельов, Яків Митрофанович, навідник гармати 280 гвардійського стр. полку
- Котегов, Олексій Олександрович, молодший лейтенант, ком. кулеметного взводу 252 гвардійського стр. полку
- Кузнєцов, Володимир Іванович, молодший лейтенант, ком. взводу 276 гвардійського стр. полку
- Курбанов, Олексій Абдурахманович, снайпер 282 гвардійського стр. полку
- Лаптєв, Михайло Яковлевич, молодший лейтенант, ком. взводу автоматників 282 гвардійського стр. полку
- Легостаєв, Василь Захарович, навідник протитанкової рушниці 99 гвардійського окремого винищувального-протитанкового дивізіону
- Линник, Михайло Васильович, старшина, ком. вогневого взводу 276 гвардійського стр. полку
- Локтєв, Іван Яковлевич, лейтенант, ком. саперного взводу 106 гвардійського окремого саперного батальйону
- Луканін, Дмитро Єфимович, молодший сержант, ком. гармати 8 батареї 3 дивізіону 197 гвардійського арт. полку
- Луканін, Яків Єфимович, навідник гармати 8 батареї 3 дивізіону 197 гвардійського арт. полку
- Нагаєв, Єпіфан Іванович, лейтенант, ком. кулеметного взводу 282 гвардійського стр. полку
- Наумов, Георгій Васильович, лейтенант, ком. взводу зв'язку 276 гвардійського стр. полку
- Оврачов, Степан Семенович, ком. гармати 4-ї батареї 197 гвардійського арт. полку
- Осадчий, Олексій Антонович, капітан, ком. батальйону 276 гвардійського стр. полку
- Полоний, Юрій Станіславович, капітан, ком. 3 батальйону 276 гвардійського стр. полку
- Попков, Василь Михайлович, капітан, полковий інженер 276 гвардійського стр. полку
- Свиридовський, Анатолій Григорович, сержант, ком. гармати 4 батареї 197 гвардійського арт. полку
- Севриков, Иван Тимофеевич, лейтенант, ком. стрілецької роти 276 гвардійського стр. полку
- Сєров, Михайло Олександрович, капітан, ком. батальйону 282 гвардійського стр. полку
- Сімбірцев, Василь Микитович, ст. сержант, помічник командира взводу розвідки 282 гвардійського стр. полку
- Сисоєв, Василь Романович, лейтенант, ком. кулеметної роти 282 гвардійського стр. полку
- Увачан, Інокентій Петрович, підводний роти зв'язку 276 гвардійського стр. полку
- Ульянов, Віталій Андрійович, сержант, ком. гармати взводу 45-мм гармат 1 стр. батальйону 280 гвардійського стр. полку
- Ухо, Ілля Гнатович, ст. сержант, ком. мінометного взводу 276 гвардійського стр. полку
- Файзулін, Ханіф Шакирович, ст. лейтенант, ком. роти 280 гвардійського стр. полку
- Фролов, Іван Якович, рядовий, навідник гармати взводу 45-мм гармат 1 стр. батальйону 280 гвардійського стр. полку
- Юдін, Володимир Георгійович, рядовий, стрілець 3 стр. батальйону 280 гвардійського стр. полку
- Янцев, Петро Іларіонович, ст. сержант, помічник командира взводу 276 гвардійського стр. полку